# 925 TCN
925 TCN là một năm trong lịch La Mã.